# Kickin' It at the Barn
Kickin' It at the Barn je čtrnácté studiové album americké rockové skupiny Little Feat. Album vyšlo v roce 2003 u Hot Tomato Records.

## Seznam skladeb
| Pořadí | Název                                       | Autor                            | Délka |
| ------ | ------------------------------------------- | -------------------------------- | ----- |
| 1.     | Night on the Town                           | Barrère, Tackett                 | 6:08  |
| 2.     | Heaven Forsaken                             | Barrère, Tackett                 | 4:32  |
| 3.     | I'd Be Lyin'                                | Creamer, Mariani, Murphy         | 5:56  |
| 4.     | Corazones y Sombras                         | Barrère, Bruton, Donnelly, Payne | 8:04  |
| 5.     | Walking as Two                              | Barrère, Murphy, Payne, Tackett  | 6:23  |
| 6.     | In a Town Like This                         | Tackett                          | 4:15  |
| 7.     | Fighting the Mosquito Wars                  | Payne                            | 6:43  |
| 8.     | Stomp                                       | Payne                            | 8:56  |
| 9.     | Why Don't It Look Like the Way That It Talk | Barrère, Tackett                 | 7:44  |
| 10.    | I Do What the Telephone Tells Me to Do      | Barrère, Payne, Tackett          | 7:42  |
| 11.    | Bill's River Blues                          | Barrère, Payne                   | 5:04  |

## Sestava
- Paul Barrère – zpěv, akustická kytara, elektrická kytara, dobro
- Sam Clayton – zpěv, perkuse
- Kenny Gradney – baskytara
- Richie Hayward – bicí, doprovodný zpěv
- Bill Payne – zpěv, klávesy
- Fred Tackett – zpěv, elektrická kytara, dobro, mandolína, mandocello, trubka
- Larry Campbell – housle
- Shaun Murphy – zpěv, perkuse
- Nacho Hernandez – akordeon
- Jesus „Chuy“ Guzman – trubka, melafon
- Piero Mariani – perkuse